# 日本マンパワー
株式会社日本マンパワー（にっぽんマンパワー）は、東京都千代田区に本社を置く、主に人材開発などを行っている会社。

## 概要
全国産業人能力開発団体連合会、中央職業能力開発協会、東京商工会議所に所属する。
人材開発を事業の主としており、企業内での研修、通信教育などを行う。

## 沿革
- 1967年（昭和42年）- 小野憲が日本マンパワーを設立
- 1973年（昭和48年）- 本社を赤坂に移転し、九州支社を設立する
- 1974年（昭和49年）- 札幌支社を設立する
- 1982年（昭和57年）- 広島支社を設立する
- 1985年（昭和60年）- FC事業部を設置し、株式会社沖縄マンパワーを設立する
- 1990年（平成2年）- 株式会社日本マンパワー出版を設立する
- 1994年（平成6年）- 本社を渋谷区に移転する
- 1999年（平成11年）- 事業拡充のため本社を市ヶ谷に移転する
- 2005年（平成17年）- 新しく本社ビル完成、プライバシーマークの認定を受ける
- 2007年（平成19年）- 東京しごとセンター多摩分室の事業の委託事業受託。

## 事業
- 人材開発事業

企業内で、教育・研修を行っている。また人材アセスメントサービス、キャリア支援サービスも行う。
- キャリア開発事業

個人のキャリア開発を主に行う。キャリア開発のため、資格取得の支援と専門性形成のためのサービスを行う。また、キャリア開発に必要な出版事業も行う。
- キャリアドック事業

キャリア形成と人材評価、キャリアカウンセリングサービスを行う。
- 人材紹介事業

企業向けに、人材を紹介するサービスを行う。
- キャリアコンサルティング事業

個人向けに再就職を支援するサービスを行う。
- キャリアセンター支援事業

国・地方団体など行政関係機関や学校関係機関を通して、個人のキャリア形成を基に地域・社会の発展を支援するサービスを行う。また、就職支援センター運営などの運営も行う。